# 高橋伴明
高橋 伴明（たかはし ばんめい、1949年〈昭和24年〉5月10日 - ）は、日本の映画監督、実業家。ブロウアップ代表取締役。脚本家として剣山象、高橋伴の名義で活動したこともある。

## 来歴・人物
奈良県奈良市出身。華道の家に生まれ、本名は"ともあき"と読む。東大寺学園高校卒業後、早稲田大学第二文学部に入学。映画研究会に入り、渡辺護監督らのピンク映画の現場でアルバイト生活を送る。同時に学生運動にも身を入れ、第二次早稲田大学闘争に参加したことで、大学を除籍されて中退した。
1972年、『婦女暴行脱走犯』で監督デビューするが、プロデューサーと対立、一時は映画界を離れた。
1973年、小林悟とともに東活に入り製作業務に携わる。
1976年、若松孝二プロデュースによる『非行記録・少女売春』で監督に復帰した。
1979年、高橋プロを設立。50数本のピンク映画を発表し、中村幻児とともにピンク映画界のニューウェーブとして注目される。
1982年、大阪市で1979年に発生した三菱銀行人質事件をモデルにした『TATTOO＜刺青＞あり』で初となる一般映画を監督。キネマ旬報ベストテンの6位、ヨコハマ映画祭監督賞を受賞。同年には、長谷川和彦の呼びかけに応じ、ディレクターズ・カンパニー（ディレカン）にも参加。以後、ディレカンを拠点に記録映画『ザ・力道山』など新たなジャンルに挑んでいった。
1984年公開の『逆噴射家族』（原案・脚本：小林よしのり、監督：石井聰亙）にてプロデューサーを務めた。
1988年、ストーカーにつきまとわれる女性を高橋惠子が演じた『DOOR』を監督した。ディレカン公募脚本による自身唯一のホラー映画である。社内における話し合いの際「誰が撮る？」という問いかけに挙手がなく、「愛社精神のある僕に回ってきた(笑)」という。
1990年、東映Vシネマで発表した『ネオチンピラ 鉄砲玉ぴゅ〜』では、東映上層部の反対を押し切り、のちに「Vシネの帝王」と呼ばれる、まだ無名だった哀川翔を主演に抜擢。同作品は高く評価され、オリジナルビデオ市場拡大の起爆剤となった。
2007年4月、映画学科を新設した京都造形芸術大学に招かれ、教授・映画学科長を務めた（2016年3月末に退く）。
2015年、『赤い玉、』が第39回モントリオール世界映画祭（8月27日から9月7日まで開催）のワールド・グレイツ部門に出品される。
2020年、在宅医療を題材にした『痛くない死に方』を発表し、同年度の山路ふみ子福祉賞を受賞。
2022年、渋谷ホームレス殺人事件をモチーフとした『夜明けまでバス停で』が、同年度キネマ旬報ベスト・テンにおいて日本映画第3位および、日本映画監督賞受賞。第77回毎日映画コンクールにおいて日本映画優秀賞を受賞。
高橋は、1960年代のピンク映画黎明期に台頭した若松孝二に続き、1970年代のピンク発展期を支えた監督のひとりである。膨大な数のピンク映画を量産しつつアナーキーな映画作りを身につけ、1980年代に入ると井筒和幸と並んで一般映画進出の先陣を切った。これにより滝田洋二郎などピンク系の後身に、撮影所を経ずに一般映画を撮る道を示した。周防正行、磯村一路、米田彰、水谷俊之、福岡芳穂、瀧本智行、青島武などは、高橋組門下である。

## 親族
『TATTOO＜刺青＞あり』でヒロインを演じた関根恵子と結婚。大島渚・小山明子夫妻が仲人を務めた。秋山佑奈は娘。

## 作品

### テレビアニメ
- 『ルパン三世』第2シリーズ
  - 第47話「女王陛下のズッコケ警部」（1978年）
  - 第98話「父っつあんのいない日」（1979年）

### 映画
- 1982年
  - 『TATTOO＜刺青＞あり』
  - 『狼 RUNNING is SEX』（『ピンク、朱に染まれ！』という3本立てオムニバス内の一本）
- 1983年 『ザ・力道山』
- 1987年 『蒼い季節風』
- 1988年 『DOOR』
- 1989年 『危ない話』第三話「あの日にかえりたい」（オムニバス内の一本）
- 1991年 『獅子王たちの夏』
- 1993年
  - 『獅子王たちの最后』
  - 『人間交差点・不良』
- 1994年
  - 『修羅の帝王』
  - 『愛の新世界』
- 1996年
  - 『迅雷 組長の身代金』
  - 『セラフィムの夜』
- 1998年 『大いなる完 ぼんの』
- 2001年 『光の雨』
- 2004年 『火火』
- 2008年
  - 『禅 ZEN』
  - 『丘を越えて』
- 2010年 『BOX 袴田事件 命とは』
- 2011年 『MADE IN JAPAN 〜こらッ!〜』
- 2012年 『道〜白磁の人〜』（日韓共同制作）
- 2015年 『赤い玉、』[11]
- 2016年 『塀の中の神様』[12]
- 2020年 『痛くない死に方』[13]
- 2022年 『夜明けまでバス停で』[14]
- 2025年 『「桐島です」』[15]

### テレビドラマ
- 1984年『探偵物語』（TBSテレビ「日曜ファミリードラマ」）
- 1986年 『三姉妹探偵団』（フジテレビ「木曜ドラマストリート」）
- 1988年 『あじさい色のレディ』（関西テレビ「京都サスペンス」）
- 1991年 『ロシアン・ルーレット』（関西テレビ）
- 1993年 『明治青春伝 ～孫文と宮崎四兄弟・アジアの自由と独立の旗の下に～』（テレビ熊本「郷土の偉人シリーズ」）[16][17]
- 1997年 『俺は浪速の漫才師』（TBSテレビ、横山やすし追悼ドラマ）
- 2002年 『北の捜査線・小樽港署』（テレビ東京「女と愛とミステリー」）

### オリジナルビデオ
- 1985年 『マギーへの伝言』
- 1990年 『ネオチンピラ 鉄砲玉ぴゅ〜』
- 1991年 『ネオチンピラ 続・鉄砲玉ぴゅ～』
- 1990年 『DOOR II TOKYO DIARY』
- 1992年 『とられてたまるか!』
- 1998年 『ラクガキ愚連隊』

### ビデオ作品
- 1985年 『ANDREE MARLRAU LIVE/萩原健一』（Laser Disc/VHS。のちにDVD）

### 出演
- 2004年 『ピンクリボン』